# 1955년 일본 프로 야구 올스타전
1955년 일본 프로 야구 올스타전은 1955년 7월 2일과 7월 3일에 열린 일본 프로 야구의 올스타전 경기이다.

## 출장 선수
| 센트럴 리그 | 센트럴 리그       | 센트럴 리그 | 센트럴 리그 |
| ----------- | ----------------- | ----------- | ----------- |
| 감독        | 미즈하라 노부시게 | 요미우리    |             |
| 코치        | 후지무라 후미오   | 오사카      |             |
| 코치        | 노구치 아키라     | 주니치      |             |
| 코치        | 가네다 마사야스   | 오사카      |             |
| 투수        | 니시무라 가즈노리 | 오사카      | 첫 출장     |
| 투수        | 하세가와 료헤이   | 히로시마    | 4           |
| 투수        | 오토모 다쿠미     | 요미우리    | 4           |
| 투수        | 스기시타 시게루   | 주니치      | 5           |
| 투수        | 가네다 마사이치   | 고쿠테쓰    | 5           |
| 투수        | 벳쇼 다케히코     | 요미우리    | 5           |
| 투수        | 나카오 히로시     | 요미우리    | 4           |
| 포수        | 도쿠아미 시게루   | 오사카      | 4           |
| 포수        | 히로타 준         | 요미우리    | 4           |
| 포수        | 가와이 야스히코   | 주니치      | 첫 출장     |
| 1루수       | 가와카미 데쓰하루 | 요미우리    | 5           |
| 2루수       | 시라사카 조에이   | 오사카      | 4           |
| 3루수       | 히로오카 다쓰로   | 요미우리    | 2           |
| 유격수      | 요시다 요시오     | 오사카      | 2           |
| 내야수      | 치바 시게루       | 요미우리    | 5           |
| 내야수      | 고다마 리이치     | 주니치      | 2           |
| 내야수      | 니시자와 미치오   | 주니치      | 5           |
| 내야수      | 후지무라 후미오   | 오사카      | 5           |
| 내야수      | 사토 다카오▲      | 고쿠테쓰    | 첫 출장     |
| 외야수      | 와타나베 히로유키 | 오사카      | 2           |
| 외야수      | 가네다 마사야스   | 오사카      | 3           |
| 외야수      | 다미야 겐지로     | 오사카      | 첫 출장     |
| 외야수      | 요나미네 가나메   | 요미우리    | 4           |
| 외야수      | 스기야마 사토시   | 주니치      | 4           |
| 외야수      | 하라다 도쿠미쓰   | 주니치      | 4           |
| 외야수      | 아오타 노보루     | 다이요      | 4           |
| 외야수      | 마치다 유키히코   | 고쿠테쓰    | 첫 출장     |

| 퍼시픽 리그 | 퍼시픽 리그       | 퍼시픽 리그 | 퍼시픽 리그 |
| ----------- | ----------------- | ----------- | ----------- |
| 감독        | 미하라 오사무     | 니시테쓰    |             |
| 코치        | 야마모토 가즈토   | 난카이      |             |
| 코치        | 이시모토 슈이치   | 니시테쓰    |             |
| 투수        | 다쿠와 모토지     | 난카이      | 첫 출장     |
| 투수        | 아라마키 아쓰시   | 마이니치    | 4           |
| 투수        | 가와무라 히사후미 | 니시테쓰    | 2           |
| 투수        | 니시무라 사다아키 | 니시테쓰    | 2           |
| 투수        | 오쓰 마모루       | 니시테쓰    | 2           |
| 투수        | 우에무라 요시노부 | 마이니치    | 첫 출장     |
| 투수        | 요네카와 야스오   | 도큐        | 4           |
| 포수        | C. 루이스         | 마이니치    | 2           |
| 포수        | 쓰쓰이 게이조     | 난카이      | 4           |
| 포수        | 히비노 다케시     | 니시테쓰    | 2           |
| 1루수       | 에노모토 기하치   | 마이니치    | 첫 출장     |
| 2루수       | 오카모토 이사미   | 난카이      | 2           |
| 3루수       | 나카니시 후토시   | 니시테쓰    | 3           |
| 유격수      | 기즈카 주스케     | 난카이      | 5           |
| 내야수      | 다케치 오사무     | 긴테쓰      | 첫 출장     |
| 내야수      | 나카타니 준지     | 니시테쓰    | 3           |
| 내야수      | 사카모토 분지로   | 다이에이    | 첫 출장     |
| 내야수      | 도요다 야스미쓰   | 니시테쓰    | 첫 출장     |
| 외야수      | 야마우치 가즈히로 | 마이니치    | 2           |
| 외야수      | 오시타 히로시     | 니시테쓰    | 5           |
| 외야수      | 벳토 가오루       | 마이니치    | 5           |
| 외야수      | 세키구치 세이지   | 니시테쓰    | 2           |
| 외야수      | 이이다 도쿠지     | 난카이      | 5           |
| 외야수      | 야마다 도시아키   | 톰보우      | 첫 출장     |
| 외야수      | 도쿠라 가쓰키     | 한큐        | 3           |

- 굵은 글씨는 팬 투표로 선출된 선수, ▲는 출장 사퇴 선수 발생에 의한 보충 선수.
  - 나카오(요미우리)는 2경기 모두 출전 기회가 없었다.[5]

## 올스타전 경기 결과

### 1차전

#### 스코어
| 팀 | 1 | 2 | 3 | 4 | 5 | 6 | 7 | 8 | 9 | R | H | E |
| 퍼시픽 | 0 | 1 | 0 | 0 | 0 | 0 | 0 | 0 | 1 | 2 | 4 | 0 |
| 센트럴 | 0 | 0 | 0 | 0 | 0 | 0 | 0 | 0 | 0 | 0 | 3 | 0 |
| 승리 투수: 요네카와 야스오(도큐) 패전 투수: 니시무라 가즈노리(오사카) 홈런: 퍼시픽 – 야마우치 가즈히로(마이니치·2회 1점) |   |   |   |   |   |   |   |   |   |   |   |   |

#### 출장 선수
| 퍼시픽 | 퍼시픽 | 퍼시픽            |
| 타순   | 수비   | 선수              |
| ------ | ------ | ----------------- |
| 1      | (중)   | 벳토 가오루       |
| 2      | (二)   | 오카모토 이사미   |
| 3      | (三)   | 나카니시 후토시   |
| 4      | (우)   | 오시타 히로시     |
| 5      | (좌)   | 야마우치 가즈히로 |
| 6      | (포)   | C. 루이스         |
| 7      | (一)   | 에노모토 기하치   |
| 8      | (투)   | 다쿠와 모토지     |
| 9      | (유)   | 기즈카 주스케     |

| 센트럴 | 센트럴 | 센트럴            |
| 타순   | 수비   | 선수              |
| ------ | ------ | ----------------- |
| 1      | (좌)   | 가네다 마사야스   |
| 2      | (유)   | 요시다 요시오     |
| 3      | (우)   | 와타나베 히로유키 |
| 4      | (一)   | 니시자와 미치오   |
| 5      | (중)   | 다미야 겐지로     |
| 6      | (二)   | 시라사카 조에이   |
| 7      | (三)   | 히로오카 다쓰로   |
| 8      | (포)   | 도쿠아미 시게루   |
| 9      | (투)   | 니시무라 가즈노리 |

#### 수상 선수
MVP
- 야마우치 가즈히로(마이니치)

### 2차전

#### 스코어
| 팀 | 1 | 2 | 3 | 4 | 5 | 6 | 7 | 8 | 9 | R | H  | E |
| 퍼시픽 | 3 | 0 | 0 | 1 | 0 | 0 | 0 | 0 | 0 | 4 | 6  | 2 |
| 센트럴 | 0 | 0 | 3 | 0 | 2 | 0 | 4 | 0 | X | 9 | 11 | 3 |
| 승리 투수: 오토모 다쿠미(요미우리) 패전 투수: 니시무라 사다아키(니시테쓰) 홈런: 퍼시픽 – 나카타니 준지(니시테쓰·4회 1점) 센트럴 – 니시자와 미치오(주니치·3회 2점, 5회 2점) |   |   |   |   |   |   |   |   |   |   |    |   |

#### 출장 선수
| 퍼시픽 | 퍼시픽 | 퍼시픽            |
| 타순   | 수비   | 선수              |
| ------ | ------ | ----------------- |
| 1      | (중)   | 벳토 가오루       |
| 2      | (二)   | 오카모토 이사미   |
| 3      | (三)   | 나카니시 후토시   |
| 4      | (우)   | 오시타 히로시     |
| 5      | (좌)   | 야마우치 가즈히로 |
| 6      | (포)   | C. 루이스         |
| 7      | (一)   | 에노모토 기하치   |
| 8      | (투)   | 다쿠와 모토지     |
| 9      | (유)   | 기즈카 주스케     |

| 센트럴 | 센트럴 | 센트럴            |
| 타순   | 수비   | 선수              |
| ------ | ------ | ----------------- |
| 1      | (좌)   | 요나미네 가나메   |
| 2      | (유)   | 요시다 요시오     |
| 3      | (우)   | 와타나베 히로유키 |
| 4      | (一)   | 니시자와 미치오   |
| 5      | (중)   | 다미야 겐지로     |
| 6      | (三)   | 히로오카 다쓰로   |
| 7      | (二)   | 시라사카 조에이   |
| 8      | (포)   | 도쿠아미 시게루   |
| 9      | (투)   | 니시무라 가즈노리 |

#### 수상 선수
MVP
- 니시자와 미치오(주니치)

## 같이 보기
- 일본 야구 기구
- 일본 프로 야구 올스타전